# Campionato mondiale di hockey su ghiaccio Under-18 2006
L'8º Campionato mondiale di hockey su ghiaccio U-18 è stato assegnato dall'International Ice Hockey Federation alla Svezia, che lo ha ospitato nelle città di Ängelholm e di Halmstad nel periodo tra il 12 e il 22 aprile 2006. Le partite si sono disputate in due diversi palazzetti, la Ängelholms Ishall di Ängelholm, palazzetto da 4.600 posti a sedere, e la Sannarps Isstadion di Halmstad, capace di ospitare 3.800 spettatori. Nella finale gli Stati Uniti si sono aggiudicati il terzo titolo, secondo consecutivo, sconfiggendo la Finlandia con il punteggio di 3-1. Al terzo posto invece è giunta la Rep. Ceca, che ha avuto la meglio sul Canada per 4-1.

## Campionato di gruppo A

### Partecipanti
Al torneo prendono parte 10 squadre:
| 8 dall'Europa     | Bielorussia | Finlandia   |
| 8 dall'Europa     | Germania    | Norvegia    |
| 8 dall'Europa     | Rep. Ceca   | Russia      |
| 8 dall'Europa     | Slovacchia  | Svezia      |
| 2 dal Nordamerica | Canada      | Stati Uniti |

### Gironi preliminari
Le dieci squadre partecipanti sono state divise in due gironi da 5 cinque squadre ciascuno: le compagini che si classificano al primo posto nel rispettivo girone si qualificano direttamente alle semifinali. La seconda e la terza classifica di ciascun raggruppamento disputano invece i quarti di finale. La quarta e la quinta giocano infine un ulteriore girone al termine del quale le ultime due classificate vengono retrocesse in Prima Divisione.

#### Girone A
| Ängelholm 12 aprile 2006, ore 16:00 UTC+2 | Rep. Ceca | 4 – 1 (1-0; 1-1; 2-0) referto | Germania | Ängelholms Ishall (263 spett.) |

| Ängelholm 12 aprile 2006, ore 19:45 UTC+2 | Russia | 2 – 4 (2-1; 0-0; 0-3) referto | Stati Uniti | Ängelholms Ishall (447 spett.) |

| Ängelholm 13 aprile 2006, ore 16:00 UTC+2 | Russia | 8 – 0 (4-0; 3-0; 1-0) referto | Bielorussia | Ängelholms Ishall (203 spett.) |

| Ängelholm 13 aprile 2006, ore 19:45 UTC+2 | Germania | 0 – 9 (0-3; 0-4; 0-2) referto | Stati Uniti | Ängelholms Ishall (159 spett.) |

| Ängelholm 14 aprile 2006, ore 16:00 UTC+2 | Bielorussia | 2 – 5 (0-1; 1-3; 1-1) referto | Rep. Ceca | Ängelholms Ishall (151 spett.) |

| Ängelholm 15 aprile 2006, ore 16:00 UTC+2 | Germania | 5 – 9 (1-3; 1-4; 3-2) referto | Russia | Ängelholms Ishall (239 spett.) |

| Ängelholm 15 aprile 2006, ore 19:45 UTC+2 | Stati Uniti | 5 – 0 (1-0; 2-0; 2-0) referto | Rep. Ceca | Ängelholms Ishall (307 spett.) |

| Ängelholm 16 aprile 2006, ore 16:00 UTC+2 | Bielorussia | 1 – 5 (0-2; 1-2; 0-1) referto | Germania | Ängelholms Ishall (141 spett.) |

| Ängelholm 17 aprile 2006, ore 16:00 UTC+2 | Rep. Ceca | 0 – 2 (0-0; 0-1; 0-1) referto | Russia | Ängelholms Ishall (381 spett.) |

| Ängelholm 17 aprile 2006, ore 19:45 UTC+2 | Stati Uniti | 12 – 1 (3-0; 8-1; 1-0) referto | Bielorussia | Ängelholms Ishall (140 spett.) |

| Pos. |             | PG | V | N | P | GF | GS | DR  | Pt | Accede a             |
| 1.   | Stati Uniti | 4  | 4 | 0 | 0 | 30 | 3  | +27 | 8  | Semifinali           |
| 2.   | Russia      | 4  | 3 | 0 | 1 | 21 | 9  | +12 | 6  | Quarti di finale     |
| 3.   | Rep. Ceca   | 4  | 2 | 0 | 2 | 9  | 11 | -2  | 4  | Quarti di finale     |
| 4.   | Germania    | 4  | 1 | 0 | 3 | 12 | 23 | -11 | 2  | Girone Retrocessione |
| 5.   | Bielorussia | 4  | 0 | 0 | 4 | 4  | 30 | -26 | 0  | Girone Retrocessione |

#### Girone B
| Halmstad 12 aprile 2006, ore 16:00 UTC+2 | Slovacchia | 1 – 3 (0-0; 1-2; 0-1) referto | Canada | Sannarps Isstadion (197 spett.) |

| Halmstad 12 aprile 2006, ore 19:45 UTC+2 | Svezia | 5 – 2 (2-1; 1-1; 2-0) referto | Norvegia | Sannarps Isstadion (369 spett.) |

| Halmstad 13 aprile 2006, ore 16:00 UTC+2 | Norvegia | 2 – 9 (1-2; 1-5; 0-2) referto | Canada | Sannarps Isstadion |

| Halmstad 13 aprile 2006, ore 19:45 UTC+2 | Slovacchia | 3 – 6 (0-3; 1-2; 2-1) referto | Finlandia | Sannarps Isstadion (235 spett.) |

| Halmstad 14 aprile 2006, ore 16:00 UTC+2 | Finlandia | 4 – 3 (3-0; 0-1; 1-2) referto | Svezia | Sannarps Isstadion (1.135 spett.) |

| Halmstad 15 aprile 2006, ore 16:00 UTC+2 | Norvegia | 2 – 5 (0-2; 2-3; 0-0) referto | Slovacchia | Sannarps Isstadion (231 spett.) |

| Halmstad 15 aprile 2006, ore 19:45 UTC+2 | Canada | 0 – 2 (0-0; 0-0; 0-2) referto | Svezia | Sannarps Isstadion (764 spett.) |

| Halmstad 16 aprile 2006, ore 16:00 UTC+2 | Finlandia | 2 – 1 (1-0; 0-0; 1-1) referto | Norvegia | Sannarps Isstadion (291 spett.) |

| Halmstad 17 aprile 2006, ore 16:00 UTC+2 | Canada | 0 – 0 (0-0; 0-0; 0-0) referto | Finlandia | Sannarps Isstadion (424 spett.) |

| Halmstad 17 aprile 2006, ore 19:45 UTC+2 | Svezia | 5 – 2 (3-0; 2-1; 0-1) referto | Slovacchia | Sannarps Isstadion (713 spett.) |

| Pos. |            | PG | V | N | P | GF | GS | DR  | Pt | Accede a             |
| 1.   | Finlandia  | 4  | 3 | 1 | 0 | 12 | 7  | +5  | 7  | Semifinali           |
| 2.   | Svezia     | 4  | 3 | 0 | 1 | 15 | 8  | +7  | 6  | Quarti di finale     |
| 3.   | Canada     | 4  | 2 | 1 | 1 | 12 | 5  | +7  | 5  | Quarti di finale     |
| 4.   | Slovacchia | 4  | 1 | 0 | 3 | 11 | 16 | -5  | 2  | Girone Retrocessione |
| 5.   | Norvegia   | 4  | 0 | 0 | 4 | 7  | 21 | -14 | 0  | Girone Retrocessione |

### Girone per non retrocedere
Le ultime due classificate di ogni raggruppamento si sfidano in un girone all'italiana di sola andata. Le prime due classificate guadagnano la permanenza nel Gruppo A, mentre le ultime vengono retrocesse in Prima Divisione. Le sfide tra squadre provenienti dallo stesso girone si disputano, ma tutte le squadre ereditano i punti e la differenza reti delle partite precedentemente giocate. Pertanto Germania e Slovacchia partono da 2 punti in virtù delle vittorie rispettivamente su Bielorussia e Norvegia.
| Halmstad 19 aprile 2006, ore 16:00 UTC+2 | Germania | 2 – 2 (0-2; 2-0; 0-0) referto | Norvegia | Sannarps Isstadion (51 spett.) |

| Halmstad 19 aprile 2006, ore 19:45 UTC+2 | Slovacchia | 0 – 2 (0-0; 0-1; 0-1) referto | Bielorussia | Sannarps Isstadion (45 spett.) |

| Halmstad 20 aprile 2006, ore 16:00 UTC+2 | Bielorussia | 6 – 6 (3-0; 2-3; 1-3) referto | Norvegia | Sannarps Isstadion (51 spett.) |

| Halmstad 20 aprile 2006, ore 19:45 UTC+2 | Germania | 1 – 2 (0-0; 1-0; 0-2) referto | Slovacchia | Sannarps Isstadion (46 spett.) |

| Pos. |             | PG | V | N | P | GF | GS | DR | Pt |
| 1.   | Slovacchia  | 3  | 2 | 0 | 1 | 7  | 5  | +2 | 4  |
| 2.   | Germania    | 3  | 1 | 1 | 1 | 8  | 5  | +3 | 3  |
| 3.   | Bielorussia | 3  | 1 | 1 | 1 | 9  | 11 | -2 | 3  |
| 4.   | Norvegia    | 3  | 0 | 2 | 1 | 10 | 13 | -3 | 2  |

### Fase ad eliminazione diretta
|  | Quarti di finale | Quarti di finale | Quarti di finale |  |  | Semifinali | Semifinali  | Semifinali |  |  | Finali          | Finali          | Finali          |
|  |                  |                  |                  |  |  |            |             |            |  |  |                 |                 |                 |
|  |                  |                  |                  |  |  | B1         | Finlandia   | 3          |  |  |                 |                 |                 |
|  | A2               | Russia           | 1                |  |  | B3         | Canada      | 2          |  |  |                 |                 |                 |
|  | B3               | Canada           | 4                |  |  |            |             |            |  |  | B1              | Finlandia       | 1               |
|  |                  |                  |                  |  |  |            |             |            |  |  | A1              | Stati Uniti     | 3               |
|  |                  |                  |                  |  |  | A1         | Stati Uniti | 4          |  |  |                 |                 |                 |
|  | B2               | Svezia           | 0                |  |  | A3         | Rep. Ceca   | 3          |  |  | Finale 3° posto | Finale 3° posto | Finale 3° posto |
|  | A3               | Rep. Ceca        | 3                |  |  |            |             |            |  |  | B3              | Canada          | 1               |
|  |                  |                  |                  |  |  |            |             |            |  |  | A3              | Rep. Ceca       | 4               |

#### Quarti di finale
| Ängelholm 19 aprile 2006, ore 16:00 UTC+2 | Russia | 1 – 4 (1-0; 0-1; 0-3) referto | Canada | Ängelholms Ishall (417 spett.) |

| Ängelholm 19 aprile 2006, ore 19:45 UTC+2 | Svezia | 0 – 3 (0-0; 0-1; 0-2) referto | Rep. Ceca | Ängelholms Ishall (878 spett.) |

#### Semifinali
| Ängelholm 20 aprile 2006, ore 16:00 UTC+2 | Finlandia | 3 – 2 (d.t.s.) (0-1; 1-1; 1-0) referto | Canada | Ängelholms Ishall (438 spett.) |

| Ängelholm 20 aprile 2006, ore 19:45 UTC+2 | Rep. Ceca | 3 – 4 (d.t.s.) (0-3; 1-0; 2-0) referto | Stati Uniti | Ängelholms Ishall (369 spett.) |

#### Finale per il 5º posto
| Ängelholm 21 aprile 2006, ore 19:00 UTC+2 | Russia | 5 – 2 (1-1; 2-1; 2-0) referto | Svezia | Ängelholms Ishall (416 spett.) |

#### Finale per il 3º posto
| Ängelholm 22 aprile 2006, ore 14:00 UTC+2 | Canada | 1 – 4 (0-0; 0-3; 1-1) referto | Rep. Ceca | Ängelholms Ishall (875 spett.) |

#### Finale
| Ängelholm 22 aprile 2006, ore 18:00 UTC+2 | Stati Uniti | 3 – 1 (0-1; 2-0; 1-0) referto | Finlandia | Ängelholms Ishall (1.221 spett.) |

### Classifica marcatori
| Giocatore         | PG | G | A | Pt | +/- | MP |
| ----------------- | -- | - | - | -- | --- | -- |
| Patrick Kane      | 6  | 7 | 5 | 12 | +5  | 2  |
| Jamie McBain      | 6  | 2 | 9 | 11 | +6  | 0  |
| Erik Johnson      | 6  | 4 | 6 | 10 | +6  | 27 |
| Ruslan Bashkirov  | 6  | 6 | 2 | 8  | +8  | 4  |
| Mike Carman       | 6  | 4 | 4 | 8  | +7  | 10 |
| Justin Azevedo    | 7  | 4 | 4 | 8  | -1  | 20 |
| François Bouchard | 7  | 3 | 5 | 8  | -2  | 6  |
| Bill Sweatt       | 6  | 5 | 2 | 7  | +7  | 4  |
| Jiří Tlustý       | 7  | 4 | 3 | 7  | +2  | 8  |
| Martin Ylven      | 6  | 2 | 5 | 7  | 0   | 4  |

### Classifica portieri
| Giocatore        | Min    | TC  | GS | SO | MGS  | Sv%   |
| ---------------- | ------ | --- | -- | -- | ---- | ----- |
| Joe Palmer       | 246:50 | 117 | 6  | 1  | 1.46 | 94.87 |
| Jonathan Bernier | 420:32 | 211 | 12 | 1  | 1.71 | 94.31 |
| Jhonas Enroth    | 298:26 | 158 | 9  | 1  | 1.81 | 94.30 |
| Riku Helenius    | 360:40 | 192 | 11 | 1  | 1.83 | 94.27 |
| Michal Neuvirth  | 320:00 | 177 | 13 | 1  | 2.44 | 92.66 |

### Classifica finale
| Pos | Squadra     |
| --- | ----------- |
| 1   | Stati Uniti |
| 2   | Finlandia   |
| 3   | Rep. Ceca   |
| 4   | Canada      |
| 5   | Russia      |
| 6   | Svezia      |
| 7   | Slovacchia  |
| 8   | Germania    |
| 9   | Bielorussia |
| 10  | Norvegia    |

| Promosse nel Gruppo A:         | Svizzera    | Lettonia |
| Retrocesse in Prima divisione: | Bielorussia | Norvegia |

#### Riconoscimenti
Riconoscimenti individuali
| Premio             | Giocatore     |
| ------------------ | ------------- |
| Miglior portiere   | Riku Helenius |
| Miglior difensore  | Jamie McBain  |
| Miglior attaccante | Bill Sweatt   |

All-Star Team
| Attacco:  | Justin Azevedo – Patrick Kane – Jiří Tlustý |
| Difesa:   | Jamie McBain – Erik Johnson                 |
| Portiere: | Jonathan Bernier                            |

## Prima Divisione
Il Campionato di Prima Divisione si è svolto in due gironi all'italiana. Il Gruppo A ha giocato a Miskolc, in Ungheria, fra il 3 e il 9 aprile 2006. Il Gruppo B ha giocato a Riga, in Lettonia, fra il 2 e l'8 aprile 2006:

### Gruppo A
| Pos. |            | PG | V | N | P | GF | GS | DR  | Pt |
| 1.   | Svizzera   | 5  | 4 | 1 | 0 | 18 | 10 | +8  | 9  |
| 2.   | Slovenia   | 5  | 4 | 0 | 1 | 19 | 12 | +7  | 8  |
| 3.   | Kazakistan | 5  | 2 | 1 | 2 | 25 | 20 | +5  | 5  |
| 4.   | Francia    | 5  | 1 | 2 | 2 | 20 | 26 | -6  | 4  |
| 5.   | Austria    | 5  | 1 | 1 | 3 | 22 | 26 | -4  | 3  |
| 6.   | Ungheria   | 5  | 0 | 1 | 4 | 14 | 24 | -10 | 1  |

### Gruppo B
| Pos. |               | PG | V | N | P | GF | GS | DR  | Pt |
| 1.   | Lettonia      | 5  | 5 | 0 | 0 | 27 | 7  | +20 | 10 |
| 2.   | Danimarca     | 5  | 4 | 0 | 1 | 24 | 12 | +12 | 8  |
| 3.   | Giappone      | 5  | 2 | 1 | 2 | 19 | 16 | +3  | 5  |
| 4.   | Polonia       | 5  | 2 | 0 | 3 | 16 | 15 | +1  | 4  |
| 5.   | Ucraina       | 5  | 1 | 0 | 4 | 7  | 31 | -24 | 2  |
| 6.   | Corea del Sud | 5  | 0 | 1 | 4 | 11 | 23 | -12 | 1  |

| Promosse nel Gruppo A:           | Svizzera | Lettonia      |
| Retrocesse in Seconda Divisione: | Ungheria | Corea del Sud |

## Seconda Divisione
Il Campionato di Seconda Divisione si è svolto in due gironi all'italiana. Il Gruppo A ha giocato a Merano, in Italia, fra il 2 e l'8 aprile 2006. Il Gruppo B ha giocato a Elektrėnai e Kaunas, in Lituania, fra il 15 e il 21 marzo 2006:

### Gruppo A
| Pos. |                     | PG | V | N | P | GF | GS | DR  | Pt |
| 1.   | Italia              | 5  | 5 | 0 | 0 | 35 | 2  | +33 | 10 |
| 2.   | Paesi Bassi         | 5  | 4 | 0 | 1 | 28 | 8  | +20 | 8  |
| 3.   | Estonia             | 5  | 2 | 1 | 2 | 13 | 20 | -7  | 5  |
| 4.   | Belgio              | 5  | 1 | 1 | 3 | 12 | 23 | -11 | 3  |
| 5.   | Serbia e Montenegro | 5  | 1 | 0 | 4 | 15 | 26 | -11 | 2  |
| 6.   | Spagna              | 5  | 1 | 0 | 4 | 8  | 32 | -24 | 2  |

### Gruppo B
| Pos. |             | PG | V | N | P | GF | GS | DR  | Pt |
| 1.   | Regno Unito | 5  | 5 | 0 | 0 | 40 | 5  | +35 | 10 |
| 2.   | Lituania    | 5  | 4 | 0 | 1 | 39 | 12 | +27 | 8  |
| 3.   | Australia   | 5  | 2 | 0 | 3 | 13 | 30 | -17 | 4  |
| 4.   | Croazia     | 5  | 2 | 0 | 3 | 22 | 23 | -1  | 4  |
| 5.   | Messico     | 5  | 2 | 0 | 3 | 10 | 21 | -11 | 4  |
| 6.   | Islanda     | 5  | 0 | 0 | 5 | 7  | 40 | -33 | 0  |

| Promosse in Prima Divisione:   | Italia | Regno Unito |
| Retrocesse in Terza Divisione: | Spagna | Islanda     |

## Terza Divisione
Il Campionato di Terza Divisione si è svolto in un unico girone all'italiana a Miercurea-Ciuc, in Romania, fra il 13 e il 19 marzo 2006.
| Pos. |               | PG | V | N | P | GF | GS | DR  | Pt |
| 1.   | Romania       | 5  | 5 | 0 | 0 | 68 | 3  | +65 | 10 |
| 2.   | Israele       | 5  | 3 | 1 | 1 | 42 | 26 | +16 | 7  |
| 3.   | Sudafrica     | 5  | 2 | 1 | 2 | 25 | 22 | +3  | 5  |
| 4.   | Nuova Zelanda | 5  | 1 | 3 | 1 | 28 | 26 | +2  | 5  |
| 5.   | Bulgaria      | 5  | 1 | 1 | 3 | 10 | 41 | -31 | 3  |
| 6.   | Turchia       | 5  | 0 | 0 | 5 | 8  | 63 | -55 | 0  |

| Promosse in Seconda Divisione:      | Romania | Israele |
| Retrocesse dalla Seconda Divisione: | Spagna  | Islanda |